# Ayapanopsis oblongifolia
Ayapanopsis oblongifolia là một loài thực vật có hoa trong họ Cúc. Loài này được (Gardner) R.M.King & H.Rob. mô tả khoa học đầu tiên năm 1981.